# Liste d'élections en 1900
Chronologie des élections
- 1896
- 1897
- 1898
- 1899
- 1900
- 1901
- 1902
- 1903
- 1904

Cet article recense les élections organisées durant l'année 1900.

La plupart des États en cette fin de XIXe siècle appliquent le suffrage censitaire masculin. Certains ont toutefois adopté le suffrage universel masculin. À cette date, seules la Nouvelle-Zélande et les colonies britanniques autonomes d'Australie-Méridionale et d'Australie-Occidentale autorisent les femmes à voter lors d'élections nationales.

## Élections nationales en 1900
Cette section concerne les élections législatives et présidentielles dans un état souverain, éventuellement fédéral, ainsi que leurs principaux référendums.
| Date                           | État        | Élection ou référendum                   | Contexte | Résultat |
| ------------------------------ | ----------- | ---------------------------------------- | --- | --- |
| 1900                           | Chili       | Législatives (nl)                        | | Cette section est vide, insuffisamment détaillée ou incomplète. Votre aide est la bienvenue ! Comment faire ? |
| 1900                           | Équateur    | Législatives (es)                        | | Cette section est vide, insuffisamment détaillée ou incomplète. Votre aide est la bienvenue ! Comment faire ? |
| 1900                           | Mexique     | Présidentielle (en)                      | | Le président Porfirio Díaz est réélu. C'est la période du « Porfiriat », régime autoritaire. |
| 16 janvier 1900 - 28 mars 1901 | États-Unis  | Sénat (en)                               | | Voir l'article Liste d'élections en 1901 |
| 28 janvier                     | France      | Sénatoriales                             | | Cette section est vide, insuffisamment détaillée ou incomplète. Votre aide est la bienvenue ! Comment faire ? |
| 11 mars - 17 juin              | Argentine   | Législatives (es)                        | | Cette section est vide, insuffisamment détaillée ou incomplète. Votre aide est la bienvenue ! Comment faire ? |
| 20 mai                         | Suisse      | Référendum (de)                          | Loi fédérale sur des assurances | Rejetée |
| 27 mai                         | Belgique    | Législatives                             | Premières élections belges à la proportionnelle[réf. souhaitée]. | Le Parti catholique (conservateur) conserve la majorité absolue des sièges aux deux chambres du Parlement. Paul de Smet de Naeyer demeure Premier ministre[réf. nécessaire].                                                                               |
| 3 - 10 juin                    | Italie      | Législatives                             | À la suite du massacre de Milan (l'armée ouvre le feu sur des manifestants) en 1898, le Premier ministre Antonio di Rudinì (Parti libéral constitutionaliste : centre-droit libéral-conservateur) a perdu la confiance du Parlement et démissionne. Le roi Humbert Ier nomme alors un gouvernement militaire de transition, très à droite. Sous la pression des forces de gauche, le gouvernement consent à des élections pour juin 1900. | La Gauche historique (centre-gauche libéral et démocrate) conserve la majorité absolue des sièges. Giuseppe Saracco devient président du Conseil (Premier ministre).                                                                                       |
| 25 septembre - 28 octobre      | Royaume-Uni | Élections générales britanniques de 1900 | « Élections khaki », marquées par la conviction erronée que le pays touche à la victoire à la seconde guerre des Boers. | L'alliance du Parti conservateur (centre-droit, unioniste) et du Parti libéral unioniste (centriste, libéral, unioniste) conserve sa large majorité absolue des sièges à la Chambre des communes. Lord Salisbury (conservateur) demeure Premier ministre.  |
| 4 novembre                     | Suisse      | Référendum (de)                          | Initiative populaire « Élection proportionnelle pour les membres du Conseil national » | Rejetée |
| 4 novembre                     | Suisse      | Référendum (de)                          | Initiative populaire « Élection du Conseil fédéral par le peuple » | Rejetée |
| 6 novembre                     | États-Unis  | Présidentielle                           | | Le président William McKinley (républicain) est réélu avec 65,3 % des voix des grands électeurs et 51,6 % des suffrages populaires, face notamment à William Jennings Bryan (Parti démocrate).                                                             |
| 6 novembre                     | États-Unis  | Chambre                                  | | Le Parti républicain conforte sa majorité absolue des sièges à la Chambre des représentants. |
| 7 novembre                     | Canada      | Fédérales                                | | Le Parti libéral (centre-gauche progressiste) conserve sa majorité absolue des sièges. Wilfrid Laurier demeure Premier ministre. |
| 25 novembre                    | Portugal    | Législatives                             | | Cette section est vide, insuffisamment détaillée ou incomplète. Votre aide est la bienvenue ! Comment faire ? |
| 25 novembre                    | Uruguay     | Sénatoriales (en)                        | | Alternance. Le Parti régénérateur (conservateur, monarchiste) remporte la majorité absolue des sièges, devançant très nettement le Parti progressiste (centre-gauche libéral et progressiste) au pouvoir. Ernesto Hintze Ribeiro devient Premier ministre. |

## Élections en subdivisions nationales en 1900
Cette section concerne les élections législatives dans un État fédéré, une subdivision territoriale ou une colonie d'un État souverain, ainsi que leurs principaux référendums.
| Date                                  | Subdivision                  | État               | Élection ou référendum | Contexte | Résultat |
| ------------------------------------- | ---------------------------- | ------------------ | ---------------------- | --- | --- |
| Mars                                  | Suriname                     | Pays-Bas           | Législatives (nl)      | | Cette section est vide, insuffisamment détaillée ou incomplète. Votre aide est la bienvenue ! Comment faire ? |
| 9 mars                                | Tasmanie                     | Empire britannique | Coloniales (en)        | | Cette section est vide, insuffisamment détaillée ou incomplète. Votre aide est la bienvenue ! Comment faire ? |
| 7 mai 14900 - 25 septembre            | Suède                        | Suède-Norvège      | 1re Chambre (sv)       | | Cette section est vide, insuffisamment détaillée ou incomplète. Votre aide est la bienvenue ! Comment faire ? |
| 9 juin                                | Colombie-Britannique         | Canada             | Générales (en)         | | Cette section est vide, insuffisamment détaillée ou incomplète. Votre aide est la bienvenue ! Comment faire ? |
| 11 juin                               | Norvège                      | Suède-Norvège      | Législatives           | Le suffrage universel masculin a été introduit en 1898. | Le Parti libéral (social-libéral, progressiste, favorable au parlementarisme) conserve la majorité absolue des sièges. Johannes Steen (libéral) demeure Premier ministre. |
| 31 juillet                            | Australie-Occidentale        | Empire britannique | Référendum             | À la suite des cinq autres colonies britanniques autonomes sur le continent australien (en 1898-1899), la population d'Australie-Occidentale est appelée à voter pour ou contre son intégration à une fédération australienne. L'Australie-Occidentale a accordé le droit de vote aux femmes en 1899, mais les Aborigènes n'ont pas ce droit. | La proposition est approuvée par 69,4 % des votants. La fédération sera proclamée le 1er janvier 1901. |
| Septembre                             | Islande                      | Danemark           | Législatives (en)      | | Cette section est vide, insuffisamment détaillée ou incomplète. Votre aide est la bienvenue ! Comment faire ? |
| 15 septembre                          | Cuba (occupation américaine) | États-Unis         | Constituantes (en)     | Les États-Unis ont ravi à l'Espagne le contrôle de Cuba durant la guerre hispano-américaine. | La coalition du Parti républicain (en) (droite) et du Parti de l'union démocratique (en) (droite) remporte la majorité absolue des sièges. Elle produit la Constitution de 1901, que les États-Unis contraignent l'assemblée à amender pour restreindre la souveraineté cubaine et permettre de futures interventions militaires américaines dans le pays. |
| 16 septembre 1900 - 17 septembre 1900 | Malte                        | Empire britannique | Générales (en)         | | Cette section est vide, insuffisamment détaillée ou incomplète. Votre aide est la bienvenue ! Comment faire ? |
| 18 octobre                            | Yukon                        | Canada             | Générales (en)         | | Cette section est vide, insuffisamment détaillée ou incomplète. Votre aide est la bienvenue ! Comment faire ? |
| Novembre                              | Porto Rico                   | États-Unis         | Générales (en)         | | Cette section est vide, insuffisamment détaillée ou incomplète. Votre aide est la bienvenue ! Comment faire ? |
| 1er novembre                          | Victoria                     | Empire britannique | Coloniales (en)        | | Cette section est vide, insuffisamment détaillée ou incomplète. Votre aide est la bienvenue ! Comment faire ? |
| 8 novembre                            | Terre-Neuve                  | Empire britannique | Générales              | | Alternance. Les libéraux (en) ravissent la majorité absolue aux conservateurs (en). Robert Bond (en) devient Premier ministre. |
| Décembre                              | Lippe                        | Empire allemand    | Législatives (en)      | | Cette section est vide, insuffisamment détaillée ou incomplète. Votre aide est la bienvenue ! Comment faire ? |
| 7 décembre                            | Québec                       | Canada             | Générales              | | Cette section est vide, insuffisamment détaillée ou incomplète. Votre aide est la bienvenue ! Comment faire ? |
| 12 décembre - 18 janvier 1901         | Cisleithanie                 | Autriche-Hongrie   | Législatives (en)      | | Voir l'article Liste d'élections en 1901 |
| 12 décembre                           | Île-du-Prince-Édouard        | Canada             | Générales (en)         | | Cette section est vide, insuffisamment détaillée ou incomplète. Votre aide est la bienvenue ! Comment faire ? |